# Лойовиці (Свентокшиське воєводство)
Лойовиці (пол. Łojowice) — село в Польщі, у гміні Самбожець Сандомирського повіту Свентокшиського воєводства.
Населення — 130 осіб (2011).
У 1975-1998 роках село належало до Тарнобжезького воєводства.

## Демографія
Демографічна структура на день 31 березня 2011 року:
|          | Загалом | Допрацездатний вік | Працездатний вік | Постпрацездатний вік |
| -------- | ------- | ------------------ | ---------------- | -------------------- |
| Чоловіки | 62      | 3                  | 49               | 10                   |
| Жінки    | 68      | 8                  | 33               | 27                   |
| Разом    | 130     | 11                 | 82               | 37                   |